# Luis Bedoya Reyes
Luis Fernán Bedoya Reyes (Callao, 20 de febrero de 1919-Lima, 18 de marzo de 2021) fue un abogado y político peruano, fundador del Partido Popular Cristiano. Durante su vida política, se desempeñó como Ministro de Justicia y Culto en 1963, alcalde de Lima de 1964 a 1969 y miembro de la Asamblea Constituyente de 1978. Fue también candidato por el PPC a la presidencia del Perú en las elecciones de 1980 y 1985.
Conocido como el mentor de Lourdes Flores Nano, fue consejero de su propio estudio de abogados y ejerció el cargo simbólico de presidente fundador del Partido Popular Cristiano.

## Biografía

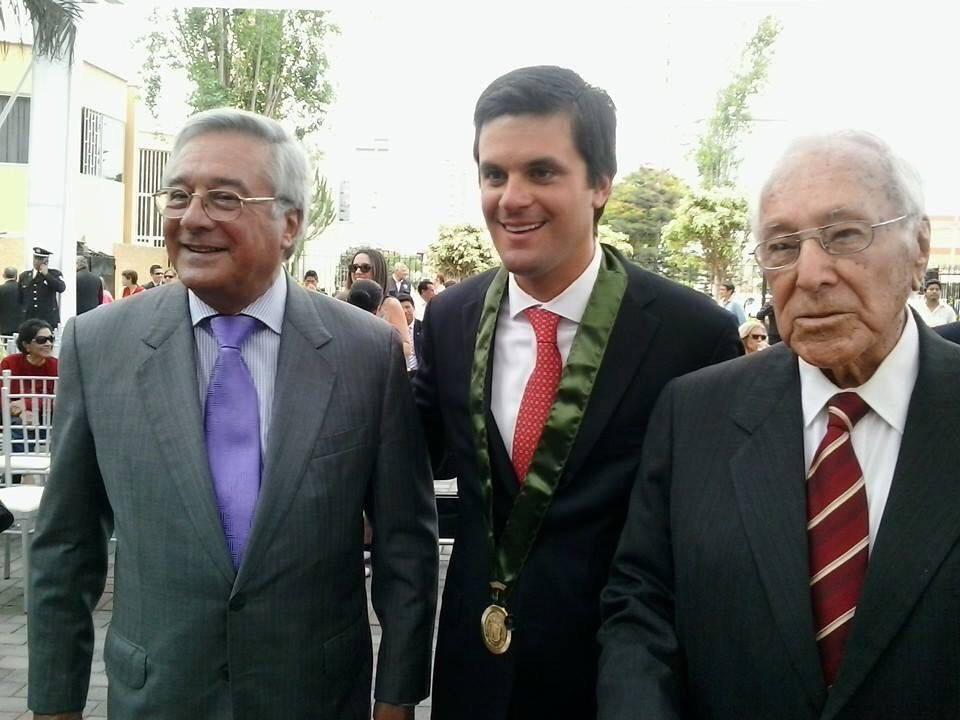
Bedoya en 2015 acompañado de su hijo y su nieto.

Nació en el Callao, el 20 de febrero de 1919, hijo de Jacinto Bedoya Falconí y Luz Reyes de la Torre. Cursó estudios secundarios en el Colegio Nuestra Señora de Guadalupe, donde destacó por su afición por el básquet. 
Ingresó con altas calificaciones a la Facultad de Letras de la Universidad Nacional Mayor de San Marcos, luego de ello pasó a la Facultad de Derecho de la misma universidad, carrera en la que se graduaría en 1942.
Se casó con Laura de Vivanco, con quien tuvo siete hijos: Luis Guillermo (†), Javier Alonso, Laura, María del Rosario, Pedro Antonio, Marisol (†) y Roxana. Su hijo, Javier Bedoya de Vivanco fue Congresista de la República de 2006 a 2016, y su nieto, Javier Bedoya Denegri, fue Teniente Alcalde de San Isidro de 2015 a 2018.

## Vida política
Atraído por el social cristianismo, se incorpora al recién nacido Partido Demócrata Cristiano (PDC). 

### Ministro de Justicia y Culto (1963)
En 1963, la alianza de su partido y Acción Popular gana las elecciones presidenciales y Bedoya es nombrado Ministro de Justicia y Culto.
Juró el cargo el día 28 de julio de 1963 en el nuevo gabinete presidido por Julio Óscar Trelles Montes.

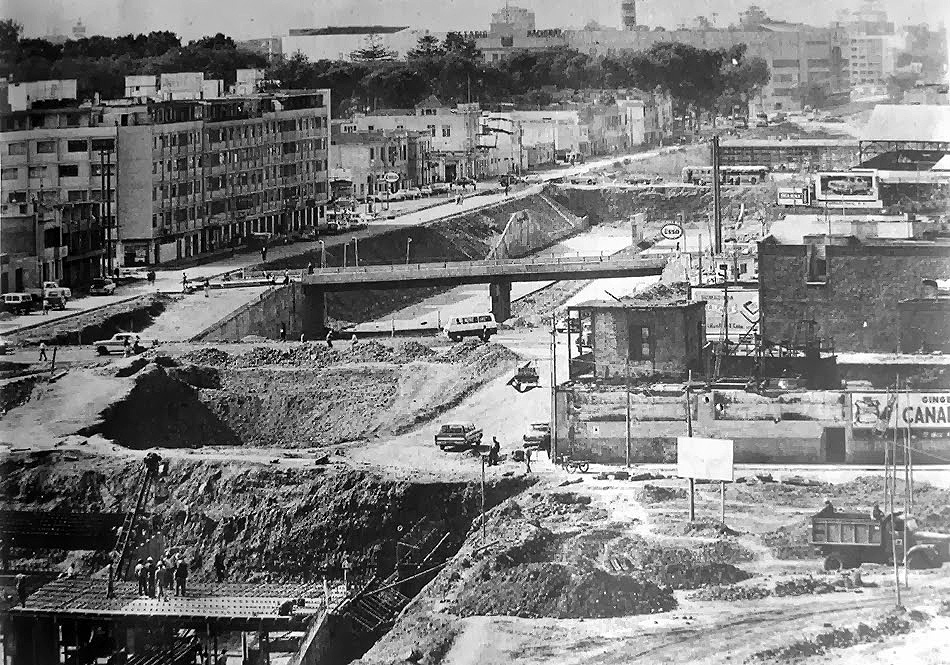
La Vía Expresa, obra símbolo de Bedoya como alcalde de Lima, en plena construcción en 1967.

### Alcalde de Lima (1964-1969)
Luego de vencer a la popular ex primera dama María Delgado de Odría con un 51.2% frente al 45.0% en diciembre de 1963, se convirtió en el primer alcalde de Lima elegido por voto popular. La administración de Bedoya estuvo dedicada a modernizar la municipalidad de Lima, imponiendo un nuevo concepto en la gerencia municipal. Su mayor obra fue la construcción de la Vía Expresa del Paseo de la República, el "Zanjón de Bedoya". Sofocleto, humorista peruano, le impuso el apelativo de "Tucán".
En 1966, Luis Bedoya Reyes decidió formar su organización propia: el Partido Popular Cristiano, debido a que el PDC se había alejado de su ideal democrático y tras dejar de apoyar a Fernando Belaúnde.

### Diputado Constituyente (1978-1980)
En 1978, en las elecciones para la Asamblea Constituyente, Luis Bedoya Reyes era cabeza de lista del Partido Popular Cristiano y obtuvo la segunda votación más alta. Pese a que era el favorito para asumir la presidencia de la Cámara, declinó en favor de Víctor Raúl Haya de la Torre, líder histórico del Partido Aprista Peruano, como gesto democrático.

### Candidato presidencial
En las elecciones de 1980 y en las de 1985 postuló a la Presidencia de la República, quedando en ambos casos en tercer lugar.

### Retiro de la política
En las elecciones municipales de 1986 intentó nuevamente llegar a la Alcaldía de Lima, perdiendo ante Jorge del Castillo. Cuando el presidente Alan García intentó estatizar la banca, Bedoya fue de los primeros en salir a las calles a protestar. Luego, en 1989 decidió conformar, junto con Acción Popular y el Movimiento Libertad, el Frente Democrático, alianza que postuló a Mario Vargas Llosa a la presidencia de la República, perdiendo las elecciones de 1990 frente a Alberto Fujimori.
A partir de la segunda mitad de los años noventa, abandonó la conducción del Partido Popular Cristiano, siendo sus últimas intervenciones para expresar su opinión sobre la coyuntura política nacional.
El 20 de febrero de 2019, Bedoya cumplió 100 años convirtiéndose en el político vivo más longevo del Perú y de América Latina.

## Membresías y distinciones
Fue miembro de número de la Academia Peruana de Derecho, doctor honoris causa de la Universidad Nacional Mayor de San Marcos y miembro del Consejo Consultivo de la Facultad de Derecho de la Universidad de Lima.
El 18 de noviembre de 2011 fue condecorado por el presidente Ollanta Humala con la Orden El Sol del Perú en el Grado de Gran Cruz con Brillantes y también ha recibido la Medalla de Honor del Congreso de la República.
En 2013 fue condecorado por el Jurado Nacional de Elecciones con la Medalla al Mérito Cívico en el grado de "Defensor de la democracia".

## Fallecimiento
El 18 de marzo de 2021 falleció en Lima a los 102 años a causa de un Infarto.